# Armádní sbor

Značka pro armádní sbor v mapové symbolice NATO

Armádní sbor (většinou pouze sbor) je větší vojenská jednotka, která je ve většině armád tvořena dvěma či více divizemi. Sboru obvykle velí generálporučík, v některých ozbrojených silách případně sborový generál. Sbory se dále spojují v armády.
Sbory se, zejména v angličtině, tradičně značí římskými číslicemi (III. sbor), zatímco divize číslicemi arabskými (7. pěchotní divize) a názvy armád se vypisují slovně (pátá armáda). V češtině není tento způsob zápisu závazný. Členění na sbory používá většina armád včetně české a spíše ze symbolických důvodů i některé nevojenské organizace (např. pacifistická organizace Peace Corps, tj. Mírový sbor v USA).
V českém pojetí značí armádní sbor jednotku převážně složenou z pěších divizí. Sbory u některých států nemusí být vždy jen armádní, ale mohou být také tankové, mechanizované, nebo horské.